# Bantardawa
Bantardawa is een bestuurslaag in het regentschap Ciamis van de provincie West-Java, Indonesië. Bantardawa telt 2572 inwoners (volkstelling 2010).